# Gierik & Nieuw Vlaams Tijdschrift
Gierik & Nieuw Vlaams Tijdschrift of Gierik & NVT  is een literair tijdschrift uit Vlaanderen met aandacht voor onder meer poëzie, essays en kortverhalen. Het tijdschrift werd opgericht door Guy Commerman en Erik van Malder. In november 1983 verscheen het eerste nummer van Gierik. In 1989 werd de naam van het voormalige Nieuw Vlaams Tijdschrift aan de naam toegevoegd.
Vanaf 14 februari 2018 ging het tijdschrift door als G.—uitgesproken als g, punt. Het formaat wijzigde in B5. Commerman werd als hoofdredacteur opgevolgd door Peter De Voecht.
In het voorjaar 2019 werd het vijfde nummer aangekondigd met de mededeling dat het tijdschrift zou ophouden te bestaan.